# Albemarle County
Albemarle County är ett county i den amerikanska delstaten Virginia, med Charlottesville som administrativ huvudort (county seat).
Del av Shenandoah nationalpark ligger i countyt. 

## Geografi
Enligt United States Census Bureau har countyt en total area på 1 880 km². 1 870 km² av den arean är land och 10 km² är vatten. 

### Angränsande countyn
- Greene County, Virginia - nord
- Orange County, Virginia - nordost
- Louisa County, Virginia - öst
- Fluvanna County, Virginia - sydost
- Buckingham County, Virginia - syd
- Nelson County, Virginia - sydväst
- Augusta County, Virginia - väst
- Rockingham County, Virginia - nordväst